# Eleição da cidade-sede dos Jogos Olímpicos de Verão de 2020
O processo de eleição da cidade-sede dos Jogos Olímpicos de Verão de 2020 ocorreu entre 2011 e 2013, sendo encerrado com o anúncio da cidade pelo presidente do Comitê Olímpico Internacional, Jacques Rogge, em 7 de setembro de 2013 na cidade de Buenos Aires, Argentina.
Seis cidades foram apresentadas por seus respectivos Comitês Olímpicos Nacionais (CONs) para concorrer aos Jogos. Roma se retirou em fevereiro de 2012 por falta de apoio governamental. As cidades aplicantes estão localizadas em dois continentes: Europa e Ásia. Em 2020 fez doze anos que os Jogos Olímpicos de Verão foram sediados por uma cidade asiática (Pequim 2008) e oito anos que foram sediados por uma cidade europeia (Londres 2012). Uma das cidades concorrentes, Tóquio, já sediou os Jogos Olímpicos de Verão em 1964. É a primeira vez em vinte anos que nenhuma cidade da América entra na disputa para sediar os Jogos. Baku, Doha, Madri e Tóquio foram postulantes para a edição de 2016, vencida pela cidade do Rio de Janeiro.
Na eleição realizada em 7 de setembro, a cidade de Tóquio foi a escolhida para sede dos Jogos, após uma disputa final com Istambul, depois da eliminação de Madri na primeira rodada de votações finais.

## Processo de eleição
O processo de eleição da cidade-sede de uma edição dos Jogos Olímpicos dura sete anos, começando com a inscrição da cidade postulante, através de seu Comitê Olímpico Nacional, e terminando com a eleição da sede, realizada durante uma Sessão do COI. O processo é regido pela Carta Olímpica, em seu quinto capítulo. Após o prazo de inscrições, as cidades postulantes respondem a um questionário com temas importantes para uma organização bem sucedida. Após um estudo detalhado dos questionários, o Comitê Executivo do COI seleciona as cidades classificadas para a fase seguinte, as candidatas oficiais. Na segunda fase, as cidades candidatas respondem a outro questionário, mais detalhado. Esses documentos são cuidadosamente estudados pela Comissão Avaliadora do COI, que também faz inspeções de quatro dias em cada uma das cidades candidatas, nas quais verifica os locais de competição planejados e conhece detalhes dos projetos. A Comissão Avaliadora divulga, cerca de um mês antes da Sessão em que vai ocorrer a votação, um relatório com as impressões do grupo. Na Sessão do COI em que ocorre a eleição, os membros ativos do Comitê Olímpico (excluindo os honorários) têm direito a um voto cada. Membros de países com cidades candidatas não podem votar enquanto estas não forem eliminadas. O processo é repetido quantas vezes for preciso até que uma candidata atinja a maioria absoluta dos votos. Se isso não acontecer na primeira rodada, a cidade com menos votos é eliminada e uma nova sessão começa. Em caso de empate no último lugar, uma rodada extra ocorre para desfazê-lo, com a vencedora se classificando para a seguinte. A cada rodada o nome da cidade eliminada é anunciado. Após o anúncio final, a cidade-sede eleita assina o "Contrato de Cidade-sede" com o COI, que delega as responsabilidades de organizar os Jogos ao país e ao seu respectivo CON.

### Cronograma
| Data                    | Evento                                                                                         |
| ----------------------- | ---------------------------------------------------------------------------------------------- |
| 16 de maio de 2011      | Envio de cartas-convite aos Comitês Olímpicos Nacionais.                                       |
| 1 de setembro de 2011   | Encerramento do prazo de inscrição para as cidades postulantes.                                |
| Outubro de 2011         | Seminário de informação.                                                                       |
| 15 de fevereiro de 2012 | Apresentação dos questionários de aplicação e das cartas de garantia ao COI.                   |
| Maio de 2012            | Divulgação das Cidades Candidatas.                                                             |
| Janeiro de 2013         | Apresentação dos livros de candidatura (bidbooks).                                             |
| Março a Abril de 2013   | Visitas de avaliação às cidades candidatas.                                                    |
| Junho de 2013           | Publicação do Relatório da Comissão Avaliadora, com as impressões sobre as cidades candidatas. |
| 7 de setembro de 2013   | Eleição da sede dos Jogos Olímpicos de 2020 em Buenos Aires, Argentina.                        |

## Potenciais Candidatas
As cidades a seguir cogitaram candidatura, mas não chegaram a anunciar formalmente suas intenções:
- Brisbane, Austrália.[9][10]
- Cairo, Egito.[11]
- Berlim, Alemanha.[12]
- Budapeste, Hungria.[13]
- Délhi, Índia.[14][15]
- Nairóbi, Quênia.[16]
- Kuala Lumpur, Malásia.[17]
- Guadalajara, México (Guadalajara 2020).[18][19]
- Casablanca, Marrocos.[20]
- Lisboa, Portugal.[21][22][23]

As seguintes cidades acenaram com propostas de candidatura, mas desistiram antes do prazo de 1 de setembro de 2011:
- Praga, República Tcheca, cancelou seus planos devido ao pouco apoio político.[24]

- Bucareste, Romênia, teve sua candidatura rejeitada em 17 de dezembro de 2010 pelo conselho da cidade.[25]

- Hiroshima/Nagasaki, Japão, tinham uma proposta de candidatura conjunta, rejeitada pelo Comitê Olímpico Japonês. Após insistir numa candidatura solo, em 22 de maio de 2011 Hiroshima retirou formalmente suas intenções por falta de apoio público.[26]

- Busan, Coreia do Sul, desistiu após a escolha de Pyeongchang para sede dos Jogos Olímpicos de Inverno de 2018.[27]

- Paris, França, desistiu em razão da candidatura de Annecy aos Jogos de Inverno de 2018. Há expectativa de que Paris se candidate para a edição de 2024, ano do centenário dos Jogos Olimpicos de 1924, sediados na capital francesa.[28]

- Dubai, Emirados Árabes Unidos, teve seu plano de candidatura cancelado pelo governo em 29 de julho de 2011, alegando prioridade para os  Jogos de 2024.[29]

- Toronto, Canadá, cogitou uma candidatura para 2020, mas anunciou em 11 de agosto de 2011 que não iria se candidatar em razão de problemas financeiros, apesar do apoio público.[30]

- Durban, África do Sul, teve sua candidatura cancelada em 26 de maio de 2011, após o presidente do Comitê Olímpico da África do Sul declarar que o governo decidiu "consolidar as conquistas da Copa do Mundo de 2010", combatendo a pobreza e prestando serviços básicos para a população.[31]

- São Petersburgo, Rússia decidiu não concorrer, apesar de ter discutido o plano com o chefe do Comitê Olímpico Russo. A cidade retirou-se em 22 de agosto de 2011, preferindo concentrar-se para os Jogos de 2024 ou de 2028.[32]

- Várias cidades dos Estados Unidos estavam interessadas em se candidatar, mas o USOC declarou que o país não lançaria candidatura por questões financeiras.[33][34] Em 29 de agosto de 2012, foi divulgado que Las Vegas propôs uma candidatura ao COI sem o consentimento do USOC, mas esta foi rejeitada.[35]

## Candidaturas canceladas

### Roma
Indicada pelo CONI em 19 de maio de 2010. Em 14 de fevereiro de 2012, um dia antes de apresentar as garantias governamentais ao COI, a candidatura de Roma foi reprovada pelo primeiro-ministro italiano Mario Monti, ocasionando a exclusão da cidade europeia da disputa pelos Jogos de Olímpicos de Verão de 2020.

## Avaliação das cidades postulantes
Em 23 de maio de 2010, após reunião em Quebec, no Canadá, o COI divulgou as cidades eliminadas e as classificadas para continuar na disputa:
| Classificadas - Madri - Tóquio - Istambul | Eliminadas - Doha - Baku |

## Postulantes

### Baku, Azerbaijão
Foi anunciada em 1 de setembro de 2011, exatamente no último dia do prazo para a proposta de postulações. Baku apresentou seu dossiê de candidatura em 1 de fevereiro de 2012, mesmo mês em que a Assembleia Nacional do Azerbaijão votou a favor da candidatura. A cidade se ofereceu para sediar os Jogos Olímpicos de 2016, mas foi eliminada da segunda etapa da disputa.

### Doha, Qatar
Em 26 de agosto de 2011, Doha anunciou sua postulação aos Jogos de 2020. A cidade já havia sido postulante para os Jogos Olímpicos de 2016, mas foi eliminada na fase de cortes.

## Candidatas
As cidades candidatas aos Jogos Olímpicos de 2020 são, por ordem de sorteio:

### Istambul
Indicada em 7 de julho de 2011 na 123ª Sessão do COI, na África do Sul, foi confirmada pelo primeiro-ministro turco no dia 25 do mesmo mês.

### Tóquio
Indicada pelo Comitê Olímpico Japonês em 23 de junho de 2011.

### Madrid
Indicada pelo Comitê Executivo do COE em 1 de junho de 2011.

## Avaliação das cidades candidatas
Em 7 de janeiro de 2013, as cidades candidatas apresentaram os livros de candidatura detalhando suas propostas, tais como instalações esportivas, infraestrutura, financiamento e outros itens que necessitam ser analisados antes da avaliação in loco. No mesmo dia, o Comitê Olímpico Internacional divulgou o cronograma de visitas que será cumprido pela comissão avaliadora da entidade:
- Tóquio - 4 a 7 de março.
- Madri - 18 a 21 de março.
- Istambul - 24 a 27 de março.

## Resultado
| Cidade   | NOC     | 1ª rodada | Desempate | 2ª rodada |
| -------- | ------- | --------- | --------- | --------- |
| Tóquio   | Japão   | 42        | —         | 60        |
| Istambul | Turquia | 26        | 49        | 36        |
| Madri    | Espanha | 26        | 45        | —         |